# Nocna mara (obraz Johanna Füssliego)
Nocna mara lub Koszmar nocny (niem. Nachtmahr) – obraz olejny szwajcarskiego malarza Johanna Heinricha Füssliego. Dzieło od 1955 roku jest własnością Detroit Institute of Arts i jest wystawiane pod nazwą The Nightmare.

## Opis obrazu
Artysta przedstawił postać śpiącej kobiety o wyidealizowanych kształtach, spoczywającej na łożu w ciemnej sypialni. Jej ręce i głowa bezwładnie opadają z posłania, a ciało okrywa biała, półprzezroczysta, muślinowa koszula. Na piersi dziewczyny siedzi humanoidalny potworek wpatrujący się w oczy widza. Zza purpurowej zasłony wyłania się koszmarny łeb konia z wyłupiastymi oczami, nastrój grozy dopełnia ciemna kolorystyka, rozświetlona jedynie błękitno-białym ciałem śpiącej. Nie można jednoznacznie określić, czy przedstawiona scena to wytwór wyobraźni artysty, czy też zapis doznań przedstawionej kobiety. Świat fantastyczny i świat realny współistnieją i przenikają się nawzajem.
Angielskie słowo mare oznacza zarówno koszmar, jak i konia (konkretnie klacz), tak więc obecność konia na obrazie ma swoje uzasadnienie w angielskim tytule. Niemiecki tytuł obrazu Nachtmahr, to również imię konia Mefistofelesa.

## Odbiór i interpretacje

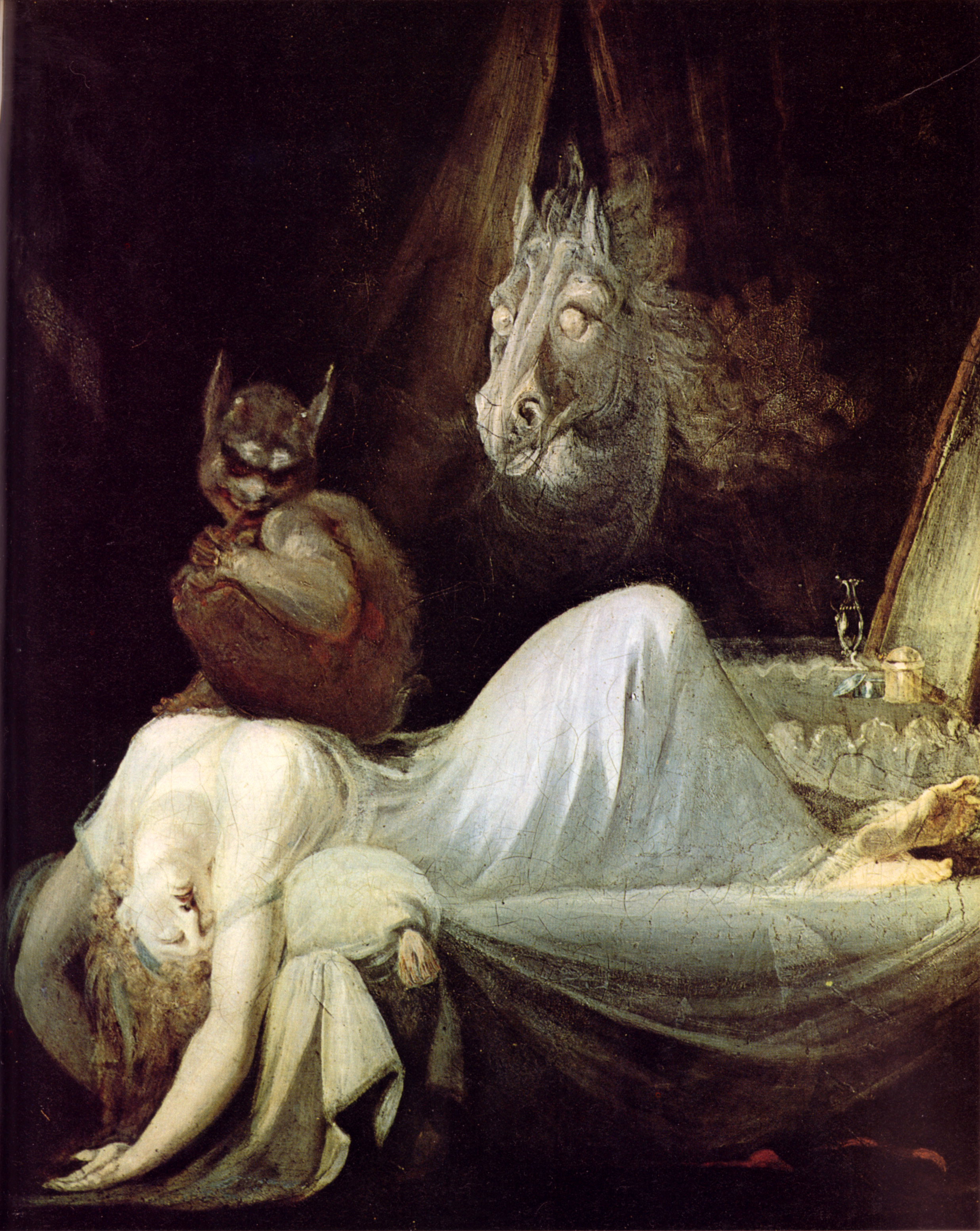
Koszmar z Muzeum Goethego, Frankfurt nad Menem

Obraz wystawiono po raz pierwszy w Royal Academy w 1783 roku. Ponieważ nie można było go przyporządkować żadnemu znanemu gatunkowi malarskiemu, został zawieszony obok tradycyjnych portretów przewodniczącego Królewskiej Akademii Sztuki J. Reynoldsa. Płótno wywołało szok u widzów, kobiety mdlały na jego widok, ale dzięki temu obraz stał się popularny. Dzieło było często reprodukowane, powstały m.in. akwaforty Thomasa Burke’a i liczne ryciny, a nawet polityczne karykatury, w których rolę demona przyjmowali politycy i władcy. Poeta i przyrodnik Erasmus Darwin poświęcił mu wiersz Night-Mare. Johann Füssli, zachęcony sukcesem dzieła, powracał do tematu Nocnej mary i namalował jeszcze kilka wersji.
Zjawisko nocnych duszności było znane już w starożytności, wówczas odpowiedzialność za nie przypisywano demonom przywołującym koszmary. Dosiadające koni inkuby są znane również z legend saksońskich. Füssli miał dobre wykształcenie, znał zarówno literaturę powszechną, jak i mitologię germańską, od młodości obracał się w środowisku intelektualistów, którym nieobce były rozważania filozoficzne, przesycone zainteresowaniami zapowiadającymi romantyzm. Źródłem inspiracji malarza mogły być również dzieła Szekspira, do których często nawiązywał w innych pracach, oraz bliżej nieznane motywy zaczerpnięte ze sztuki antyku, renesansu i baroku. Podejrzewano, że powstanie obrazu miało związek z nieszczęśliwą miłością malarza do Anny Landholdt w Zurichu. Później, pod koniec XIX i na początku XX wieku, zwracano uwagę głównie na erotyczno-sadystyczną wymowę dzieła, tym bardziej że jego reprodukcję widziano w gabinecie Zygmunta Freuda.

## Nawiązania

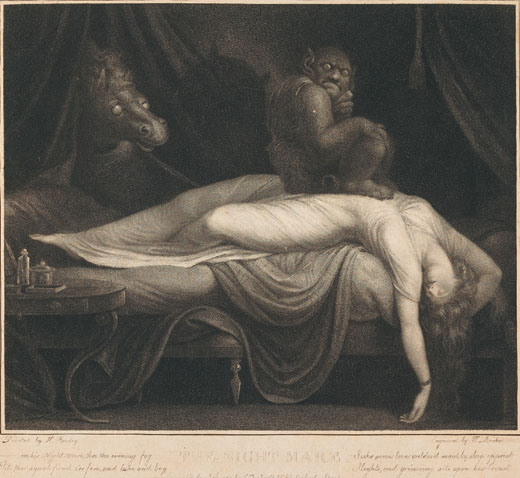
Rycina Thomasa Burke’a z 1783

Według współczesnych krytyków obraz Nocna mara miał wpływ m.in. na Mary Shelley, autorkę gotyckiej noweli Frankenstein; or, The Modern Prometheus. Również Edgar Allan Poe w noweli Zagłada domu Usherów jednoznacznie nawiązywał do obrazu Füssliego.
W filmie Kena Russella z 1986 roku Gothic, bohaterka grana przez Natashę Richardson, obserwuje przed zaśnięciem obraz Füssliego, a później scena z obrazu wraca do niej we śnie.
W 2006 roku w Tate Britain miała miejsce wystawa zatytułowana Gothic Nightmares: Fuseli, Blake and the Romantic Imagination, poświęcona sztuce angielskiego gotyku. Tytułową ikoną i symbolem wystawy był obraz Johanna Heinricha Füssliego Nocna mara.